# USS Quincy (CA-71)
USS «Квінсі» (СА-71) (англ. USS Quincy (CA-71) — військовий корабель, важкий крейсер типу «Балтимор» військово-морських сил США. Другий військовий корабель, який отримав назву на честь міста Квінсі, штат Массачусетс.
Став четвертим в серії важких крейсерів типу «Балтимор»; головним кораблем в серії був важкий крейсер USS «Балтимор» (CA-68).
USS «Квінсі» (СА-71) був закладений 9 жовтня 1941 на верфі Bethlehem Steel Company, Квінсі, штат Нью-Массачусетс і спущений на воду 23 червня 1943.

## Історія

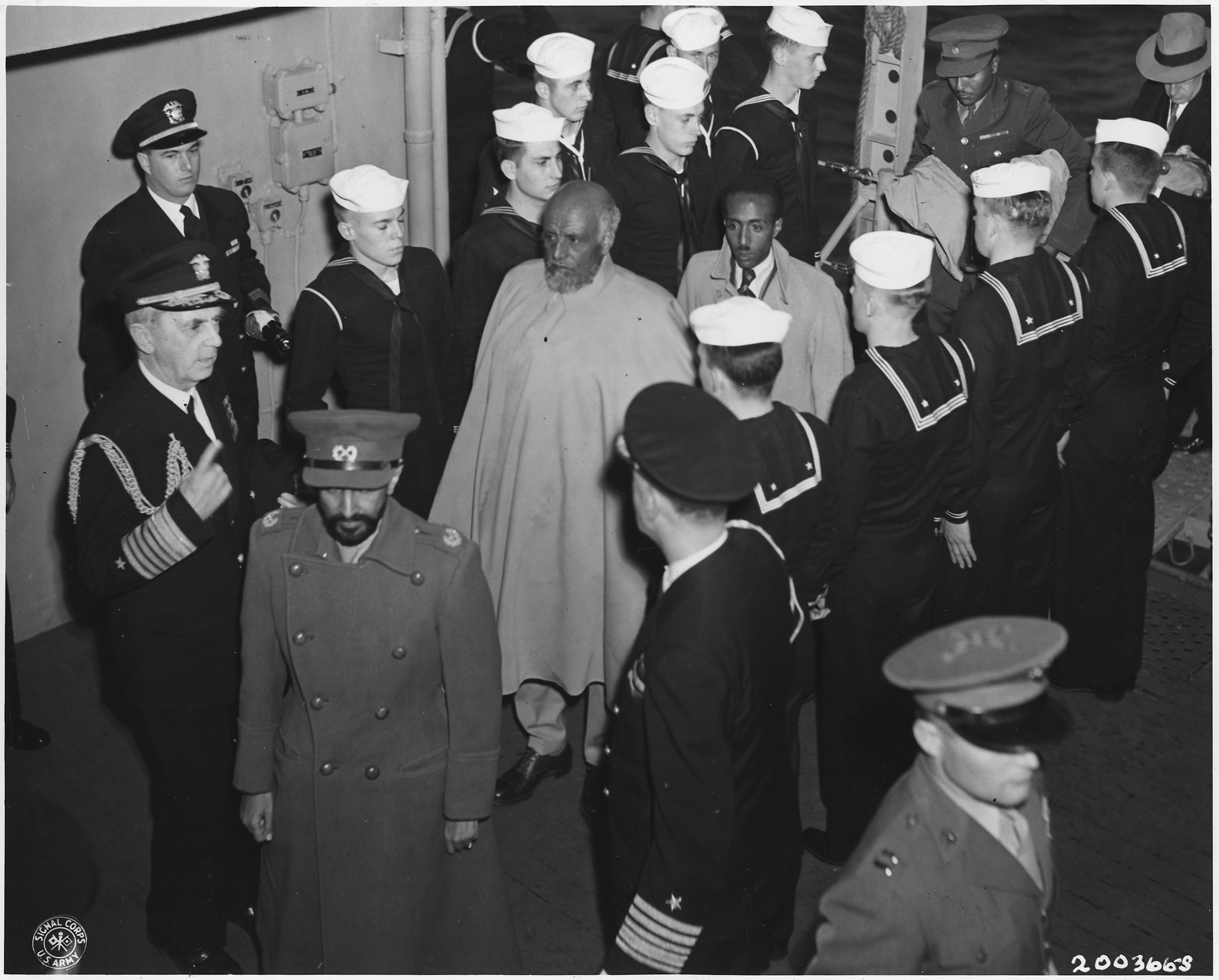
Імператор Ефіопії в екзилі Хайле Селассіє I на борту важкого крейсера «Квінсі». 1945